# 식품 건조

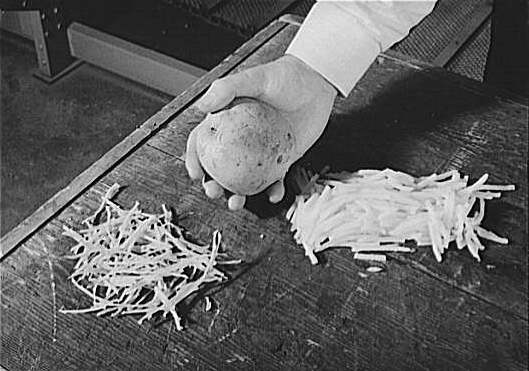
감자 전체를 깎은 것(오른쪽)과 이를 말린 것(왼쪽)

식품 건조 또는 말리기는 음식의 물기를 말려 없애는 식품 보존·저장 방식이다. 건조는 수분을 제거하여 박테리아, 효모, 곰팡이의 성장을 억제한다. 탈수는 고대부터 이러한 목적으로 널리 사용되었다. 현대 중동 및 아시아 지역의 주민들에 의해 가장 먼저 알려진 관행은 기원전 12,000년이다. 물은 전통적으로 공기 건조, 태양 건조, 훈제 또는 바람 건조와 같은 방법을 사용하여 증발을 통해 제거되지만 오늘날에는 전기 식품 탈수기 또는 동결 건조를 사용하여 건조 과정을 가속화하고 보다 일관된 결과를 보장할 수 있다.

## 건조 식품
건조 식품(乾燥食品)은 식품에 들어있는 수분을 제거해서 오래 저장할 수 있도록 만든 식품을 가리키는 단어이다. 대표적인 건조식품으로는 분유, 건어물, 커피, 차, 국수, 양념류, 치즈, 곶감 등이 있다.

## 같이 보기
- 동결 건조

## 참고 자료
- 이 문서에는 다음커뮤니케이션(현 카카오)에서 GFDL 또는 CC-SA 라이선스로 배포한 글로벌 세계대백과사전의 내용을 기초로 작성된 글이 포함되어 있습니다.